# خانه مجله ماهانه
خانه مجله ماهانه (به انگلیسی: Monthly magazine home) یک سریال کره ای در سال ۲۰۲۱ است. بازیگران اصلی این سریال جونگ سو مین و کیم جی سوک هستند.

## خلاصه داستان
نا یونگ اون(جونگ سو-مین) خانه خود را از دست داده. او بطور اتفاقی در مجله ای استخدام شده که رئیسش(کیم جی-سوک) صاحب خانه قبلی اوست و با گذر زمان و پشت سر گذاشتن اتفاقاتی متفاوت، رابطه عاشقانه ای بینشان شکل میگیرد و...

## بازیگران
| نام         | کاراکتر     |
| ----------- | ----------- |
| جونگ سو-مین | نا یونگ اون |
| کیم جی-سوک  | یو جا سونگ  |

| نام          | کاراکتر   |
| ------------ | --------- |
| چه جونگ آن   | یو یی جو  |
| جونگ گون جو  | شین گیوم  |
| آن چانگ هوان | سانگ سون  |
| کیم وون هه   | چوی گو    |
| یون جی-اون   | چانگ      |
| لی یو یانگ   | یاک می را |
| آن هاین هو   | گای جو هی |
| لی جونگ-اون  | لی سو جنگ |